# Mosset
Mosset es una localidad  y comuna francesa, situada en el departamento de Pirineos Orientales en la región de Languedoc-Rosellón y comarca histórica del Conflent, clasificada como una de las Plus beaux villages de France
A sus habitantes se les conoce por el gentilicio de mossetans en francés o mossetà, mossetenc,
mossetana, mossetenca en catalán.

## Demografía
| 248 | 289 | 269 | 234 | 266 | 293 |
| Para los censos de 1962 a 1999 la población legal corresponde a la población sin duplicidades (Fuente: INSEE [Consultar]) |     |     |     |     |     |